# Simi Valley
Simi Valley település az USA Kalifornia államában, Ventura megyében. Lakosainak száma 126 356 fő (2020. április 1.).

## Népesség
A település népességének változása:

| 2010 | 124 237 |
| 2020 | 126 356 |